# Turpial daurat
El turpial daurat (Icterus chrysater) és un ocell de la família dels ictèrids (Icteridae).

## Hàbitat i distribució
Habita la selva i camp parcialment obert de les terres baixes i muntanyes des de Mèxic, a Veracruz, sud-est de Oaxaca, nord de Chiapas i la península del Yucatán, cap al sud, fins al nord i nord-est de Nicaragua. Panamà, Colòmbia i nord-oest de Veneçuela.